# Saint-marcellin
El saint-marcellin és un formatge de pasta tova amb pell florida francès elaborat amb llet de vaca a la regió del Delfinat.
És un formatge de petites dimensions, amb un pes de 80 grams, elaborat amb llet de vaca, de pasta tova i crosta florida. La producció es realitza amb llet que prové de 300 comunes dels departaments de l'Isère, la Droma i la Savoia.
Les primeres mencions històriques del saint-marcellin daten del segle xv època en la qual es trobava a la taula del rei Lluís XI de França (1461-1483). Originalment estava fet amb llet de cabra, però a partir de 1730 la nova reglamentació de la cria de cabres per una reforestació ràpida dels boscos o a causa del descens d'aquest bestiar va fer que es comencés a usar la llet de vaca per complimentar les mancances.

## Degustació
El període de degustació òptim s'estableix des d'abril fins a setembre després d'un afinament de 4 setmanes, però també és bo la resta de mesos. Es distingeixen dues maneres de menjar-lo:
- Al Delfinat el formatge es menja generalment sec com el Picodon, però aquest ús tendeix a desaparèixer en benefici del segon.
- A Lió es menja amb una amanida de pa torrat amb all, però desenvolupa la millor personalitat quan se serveix en una plata lleugerament escalfat i molt cremós.

## Fabricació
Després de munyir les vaques la llet es deixa a temperatura de 20 a 22 graus Celsius dues hores per tal que els ferments de la llet s'activin, després la llet es qualla per tal de solidificar-la. Llavors es conserva la llet una vintena d'hores en una cassola calenta, abans de posar la pasta en uns petits recipients de 8 centímetres de diàmetre per 9 centímetres d'alçada i que tenen forats a fi que surti el sèrum. Per obtenir un Saint Marcellin es necessiten 0,7 litres de llet de vaca
Un cop el sèrum s'ha evacuat després d'unes 6 hores se sala una de les cares per primer cop i es gira, al cap de sis hores se sala l'altra cara i es torna a girar i es deixa reposar tot plegat 12 hores. Després es treuen els formatges dels motllos i es deixen en unes reixes en una cambra calenta a fi de deixar desenvolupar els llevats durant 24 hores i després es posen en uns assecadors a 16 graus i una humitat del 75%.
Després de 24 hores s'obté el formatge tou i si es deixen passar 48 hores el formatge és més ferm. A continuació s'afinen i comencen a florir-se al cap d'una setmana i a esgrogueir-se al cap de tres setmanes. Llavors ja estan a punt de ser comercialitzats, ja que l'interior ha esdevingut més cremós.

## Varietats
- El Romans és un formatge fabricat al Delfinat, al voltant de Romans d'Isèra. És un saint marcellin bastant gros, 9 cm de diàmetre i 4 cm d'alt. A vegades se l'anomena gros Romans.
- El saint-félicien és proper al saint-marcellin i més petit.